# Genitivo assoluto
Il genitivo assoluto è un costrutto della grammatica del greco antico. 

## Come si presenta
Il genitivo assoluto è costituito da un sostantivo o da un pronome in genitivo e da un verbo espresso in participio genitivo (sia attivo che passivo). Il sostantivo è generalmente preceduto dall'articolo, mentre il participio mai.

## Come tradurlo
L'espressione sintetica corrisponde a una proposizione subordinata: il sostantivo funge da soggetto della proposizione, il participio da verbo; il tutto può essere reso in forma implicita con un gerundio o in forma esplicita con una proposizione subordinata causale, una concessiva, una temporale, un'ipotetica o un'avversativa (congiunzione mentre che esprime qualcosa in contrasto con la proposizione reggente). Per queste caratteristiche, il genitivo assoluto tipico del greco può essere accostato all'ablativo assoluto della lingua latina.
Esempio:
- Ταῦτ' ἐπράχθη Κόνωνος στρατηγοῦντος → Ciò fu fatto mentre comandava Conone.

Il genitivo assoluto è formato dal nome Κόνωνος e dal participio presente στρατηγοῦντος del verbo στρατηγέω.

## Valori del genitivo assoluto
1. temporale;
2. causale;
3. concessivo;
4. ipotetico condizionale (raro);
5. avversativo reso dalla congiunzione "mentre" con valore non temporale (raro)
6. gerundio di circostanza concomitante.

N.B.: il genitivo assoluto non può avere mai valore finale, perché il genitivo, fin dalle origini, esprime l'allontanamento da un luogo spazio-temporale, non il raggiungimento di esso (inteso come finalità), cosa che avviene invece per l'accusativo. Non può avere neppure valore consecutivo.

## Differenze con l'ablativo assoluto latino
Le principali differenze con l'ablativo assoluto latino sono le seguenti:
- In alcuni casi possono esserci riferimenti che collegano la reggente al genitivo assoluto, o addirittura in rari casi identità di soggetto;
- Nel genitivo assoluto si può trovare il participio del verbo essere, invece ciò è impossibile nel costrutto latino. Di conseguenza il genitivo assoluto non può essere mai nominale, come invece può accadere in latino. Ad esempio in latino è possibile dire Cicerone consule (trad. "quando Cicerone era console" o "sotto il consolato di Cicerone"), mentre in greco non è corretto dire soltanto Περικλέους στρατηγοῦ poiché bisogna che il soggetto sia sempre accompagnato dal verbo, quindi sarà corretto dire Περικλέους στρατηγοῦ ὄντος.
- Nel genitivo assoluto, talvolta, il soggetto del participio può essere omesso.